# Матвеев, Юрий Геннадьевич
Ю́рий Генна́дьевич Матве́ев (22 октября 1940 года, Киев —  23 января 1990 года, Москва) — советский государственный деятель, правовед. Народный депутат СССР. Доктор юридических наук (1982), профессор (1985). Член КПСС.

## Биография
Родился в семье учёного Геннадия Константиновича Матвеева.
В 1962 году окончил юридический факультет Киевского государственного университета (КГУ, ныне Киевский национальный университет имени Тараса Шевченко). 
- 1962—1964 — государственный арбитр Госарбитража Киевской области.
- 1964—1966 — аспирант Всесоюзного заочного юридического института.
- 1966—1967 — преподаватель Киевской высшей школы МВД СССР.
- 1967—1973 — сотрудник секретариата ЮНЕСКО в Париже.
- 1973—1974 — старший преподаватель, доцент Киевского института повышения квалификации руководящих работников и специалистов торговли Министерства торговли СССР.
- 1974—1977 — старший преподаватель, доцент факультета международных отношений и международного права КГУ.
- 1977—1981 — заведующий кафедрой гражданского права и процесса юридического факультета КГУ.
- 1981—1983 — сотрудник секретариата ЮНЕСКО в Париже.
- 1983—1984 — заведующий кафедрой гражданского права и процесса юридического факультета КГУ.
- 1984—1987 — декан юридического факультета КГУ. Владимир Пастухов вспоминал: "...К нам на факультет катапультируют Юрия Геннадьевича Матвеева... Он вообще был птицей не нашего полета – не хочу некультурное слово говорить – не наших зарослей. Он был сыном академика-цивилиста, с прекрасной карьерой, работал в ЮНЕСКО тогда. Но там произошло что-то, отправили обратно всех советских. Первый такой был крупный шпионский скандал и просто всех сотрудников советских ЮНЕСКО – их было там 42, что ли, человека – вернули на родину. Их надо было куда-то деть. И его прислали к нам деканом. И это такое везение. Наш, в общем, хороший, но достаточно провинциальный университет получает обратно к себе такую мегавеличину и как личность, и как специалиста"[2].
- 1987—1989 — Главный государственный арбитр Украинской ССР.
- Весной 1989 года избран Народным депутатом СССР от Калушского территориального округа № 461 Ивано-Франковской области Украинской ССР[1].
- С июня 1989 года по 1990 — Главный государственный арбитр СССР.

Похоронен на Новодевичьем кладбище.